# Roman Kalarus
Roman Kalarus (ur. 21 marca 1951 w Katowicach) – polski grafik, malarz, drzeworytnik, designer.

## Życiorys
Studiował w Akademii Sztuk Pięknych w Krakowie na Wydziale Grafiki w Katowicach, otrzymując dyplom magistra sztuki w 1976. Stopień doktora sztuk plastycznych uzyskał w 1983, a w 1999 – tytuł profesora sztuk plastycznych. Jest zatrudniony na stanowisku profesora w Akademii Sztuk Pięknych w Katowicach, prowadzi Autorską Pracownię Plakatu. Tworzy plakaty, drzeworyty barwne, collage, zajmuje się rysunkiem, malarstwem i projektowaniem autorskim. Otrzymał wiele nagród i wyróżnień w konkursach na plakat i grafikę, w tym 2 razy Grand Prix na Biennale Plakatu Polskiego w 1995 i 2001, pierwszą nagrodę na Festiwalu Plakatu w Krakowie w 2001, brązowy medal na Biennale Grafiki Użytkowej w Brnie (Czechy) 1990 i Triennale Plakatu w Toyamie (Japonia) 2003.
Wystawiał swoje dzieła w Polsce i za granicą, w tym: Katowice, Kraków, Łódź, Warszawa, Poznań, Jaworzno i inne (Polska); Heilbronn, Brunszwik, Düsseldorf, Essen, Berlin, Dachau (Niemcy); Bruksela (Belgia); Thiant, Grenoble (Francja); Kansas City (USA); Londyn (Anglia); Budapeszt, Pecz (Węgry); Kijów, Czernihów (Ukraina); Helsinki (Finlandia).
Bierze czynny udział w wystawach zbiorowych grafiki i plakatu w Polsce i za granicą: Lahti, Helsinki (Finlandia); Toyama, Ōgaki (Japonia); Paryż, Chaumont, Rouen, Grenoble (Francja); Chicago, Waszyngton, Ames (USA); Kolonia, Düsseldorf, Berlin, Heilbronn, Essen (Niemcy); Winterthur, Fryburg, Zurych (Szwajcaria); Wenecja, Mediolan, Cremona (Italia); Sofia, Warna (Bułgaria); Brno, Praga (Czechy); Bratysława, Trnava (Słowacja); Sewilla (Hiszpania); Lublana (Słowenia); Mons, Bruksela (Belgia); Ballart (Australia); Budapeszt, Pecz (Węgry); Kijów (Ukraina); Moskwa (Rosja) oraz Indie, Iran, Chiny.
Prowadził warsztaty sztuki dla studentów w Stambule (Turcja) „Grafist 99” – Mimar Sinan University – 1999; Tel Awiwie (Izrael) „Vital” Center For Design Studies – 2000; Santiago i Vina del Mar (Chile) Universidad Diego Portales i Universidad Vina del Mar – 2005; Indiana University of Pennsylvania (USA) – 2006.
Jest ponadto autorem (wspólnie z Joanną Piech) malowideł sakralnych w kościele bł. Karoliny Kózkówny w Tychach, oraz w Kościele Matki Kościoła Niepokalanej Jutrzenki Wolności w Katowicach 2001–2002 – nagroda zespołowa Najlepszy Obiekt architektoniczny Katowic oraz wyróżnienie II stopnia SARP Warszawa 2002.

## Odznaczenia
- Złoty Krzyż Zasługi (2007)[3]
- Srebrny Medal „Zasłużony Kulturze Gloria Artis” (2011)[4]
- Złoty Medal „Zasłużony Kulturze Gloria Artis” (2021)[4]